# Снарский, Андрей Александрович
Андре́й Алекса́ндрович Сна́рский (род. 26 июня 1949, Львов) — советский и украинский физик, профессор кафедры общей и теоретической физики, доктор физико-математических наук, член Украинского физического общества.

## Биография
Родился во Львове 26 июня 1949 года. В 1972 г. окончил физический факультет Черновицкого университета. В 1976 году получил степень кандидата физико-математических наук (ЧГУ). В 1991 году — степень доктора физико-математических наук (Институт физики, Киев). В 1992 году получил звание профессора по кафедре общей и теоретической физики НТУУ «КПИ». С 1975 года работает в КПИ, на кафедре общей физики (сейчас — кафедра общей и теоретической физики).

## Научные интересы
- Термоэлектрические явления в анизотропных и неоднородных средах;
- Теория протекания;
- Методы детерминированного хаоса в информационных потоках;
- Магнитная дефектоскопия.

Автор более ста научных статей и нескольких монографий.

## Монографии
- Раздел в справочнике: Thermoelectrics Handbook: Macro to Nano-structured Materials. Ed. by D. M. Rowe. 2006, CRC Press: New York, London, Tokyo, 2006. 930 р., A. Snarskii, L.p. Bulat. Anisotropic Thermoelements.Chapter 45. ISBN 978-0-849-32264-8
- В. Т. Гринченко, В. Т. Мацыпура, А. А. Снарский Введение в нелинейную динамику. Хаос и фракталы — ЛКИ, 2007 г., 264 стр. ISBN 978-5-382-00063-3
- А. А. Снарский, И. В. Безсуднов, В. А. Севрюков Процессы переноса в макроскопически неупорядоченных средах — М., УРСС, 2007 г., 304 стр. ISBN 978-5-382-00191-3
- Д. В. Ландэ, А. А. Снарский, И. В. Безсуднов Интернетика. Навигация в сложных сетях. Модели и алгоритмы — М., Либроком, 2009 г., 264 стр. ISBN 978-5-397-00497-8

## Избранные публикации
- Morozovsky A. E., Snarskii A. A. Int.J.Elec. 1973. V.5. P.925.
- A. A. Snarskii, M. I. Zhenirovskii, I. V. Bezsudnov. Limiting Values of the Quality Factor of Thermoelectric Composites, Semiconductors, 2008, Vol. 42, No. 1, pp. 80-85.
- Snarskii A., Palti A. M., Asheulov A. Anisotropical Thermoelements (Review), Physics and Technique Semiconductors (FTP). 1997. V.31. P.1281-1298.
- А. А.Snarskii, I.V.Bezsudnov. Thermoelectric Properties of Macroscopically Inhomogeneous Composites. Journal of Thermoelectricity № 3, 2005 P.7-23.
- Snarskii A., Zhenirovskyy M. Phys.B. 2002. V.322/ P.84-91.
- Snarskii A. A., Adzhigai G. V., Bezsudnov I. V. ON THE INHERENT FIGURE OF MERIT OF THERMOELECTRIC COMPOSITES Thermoelectricity 2005. V.4. P.76-83. or Snarskii A.A., Adzhigai G. V., Bezsudnov I. V. // Arxiv cond-mat. 2006. 0609447.
- Snarskii A. A., Morozovsky A. E. Int.J.Electronics. 1995. V.78. P.135-137.
- Snarskii A. A., Morozovsky A. E., Kolek A., Kusy A. Phys.Rev.E. 1996. V.53. P.5596-5605.
- Snarskii A., Shamonin M., Zhenirovskyy M. JETP. 2003. V.123. P.79-91.
- Snarskii A., Shamonin M., Zhenirovskyy M., Trautner R. JTP. 2005. V.75. P.14-21.
- Dykhne A. M, Snarskii A. A, Zhenirovskii M. I./Physics-Uspekhi. 2004. V.47. P.821-826.
- S. Lukyanets, A. Snarskii, M. Shamonin, V. Bakaev. Calculation of magnetic leakage field from a surface defect in a linear ferromagnetic material: an analytical approach. NDT&E International 36 (2003) 51-55.
- A. Dziedzic, A. A. Snarskii, and S. I. Buda. Nonlinear Properties of Two-Phase Composite Films with a Fractal Structure. Technical Physics, Vol. 45, No. 3, 2000, pp. 334—338. Translated from Zhurnal Tekhnicheskoi Fiziki, Vol. 70, No. 3, 2000, pp. 48-51.
- Shamonin M., Snarskii A., Zhenirovskyy M. Effective magnetic permeability of ferromagnetic composites. Theoretical description and comparison with experimentNDT&E Internetional. 2004. V.37. P.35-40.